# Murder in the Hamptons
Murder in the Hamptons is een Canadese televisiefilm uit 2005, gebaseerd op de gebeurtenissen rondom de moord op de Amerikaanse multimiljonair Ted Ammon. De film werd geregisseerd door Jerry Ciccoritti. Hoofdrollen werden vertolkt door Poppy Montgomery, David Sutcliffe en Peter Outerbridge.

## Het verhaal
De multimiljonair Ted Ammon ontmoet Generosa Rand wanneer zij hem als makelaar een huis laat zien. Het is liefde op het eerste gezicht, en al snel krijgen de twee een relatie, gevolgd door een huwelijk. Het lukt niet om kinderen te krijgen, dus adopteren ze een Oekraïense tweeling, Alexa en Gregory. Toch tikt de tijdbom onder het huwelijk: Generosa kan steeds slechter leven met Teds lange werkdagen, en Ted heeft moeite met de hysterische woede-uitbarstingen die Generosa regelmatig heeft.
Generosa gaat het huis uit wanneer ze een rekening van een echtscheidingsadvocaat vindt, en Ted haar vertelt dat hij inderdaad wil scheiden. Wanneer ze haar huis in New York laat verbouwen, komt ze de elektricien Daniel Pelosi (Danny) tegen, met wie ze een verhouding begint. Niet lang daarna wordt Ted Ammon doodgeslagen aangetroffen in zijn huis. Omdat zijn testament nog niet klaar was en hij nog niet volledig gescheiden was van Generosa, erft Generosa zijn gehele vermogen ter waarde van 97 miljoen dollar.
Danny trouwt met Generosa en woont nu enige tijd samen met Generosa en de kinderen, maar bij Generosa wordt borstkanker in een vergevorderd stadium ontdekt. Danny wordt vrij snel daarna gearresteerd wegens mishandeling van een ober, en diefstal van elektriciteit, en verdwijnt voor 2 maanden de gevangenis in. Bij terugkeer is de gezondheid van Generosa aanzienlijk verslechterd en vertrouwt ze volledig op haar huishoudster Kathryn Mayne (Kaye), waarbij Danny buitengesloten wordt. Inmiddels zijn zowel Danny als Generosa verdachten in de moordzaak. Generosa heeft genoeg van Danny en scheidt van hem, waarbij ze hem 'slechts' 2 miljoen dollar geeft om zichzelf in rechte tegen de aanklachten te verdedigen.
Inmiddels terminaal, weigert ze tegen Danny te getuigen. Uiteindelijk sterft Generosa en verleent haar huishoudster Kaye voogdij over de kinderen en laat haar gehele vermogen aan hen na.

## Cast
- Poppy Montgomery als Generosa Rand
- David Sutcliffe als Ted Ammon
- Peter Outerbridge als Gordon Wintrob
- Donna Goodhand als Tante Carrie
- Helene Joy als Grace
- Gabriel Hogan als Matt
- Tara Rosling als Carrie Wilder
- Aislinn Paul als Alexa Ammon
- Munro Chambers als Greg Ammon
- Shawn Christian als Daniel Pelosi
- Michael A. Miranda als Artie Rubino
- Joris Jarsky als Carl Masella
- Alex Poch-Goldin als Ed Burke
- Nadia Capone als oncoloog
- Kate Trotter als buurman
- Brigitte Robinson als Charlotte
- Tracey Ferencz als Denise
- Landy Cannon als tennisprof
- Aliska Malish als strandmeisje
- Kasia Vassos als strandmeisje
- Maxim Roy als Lindy Fisher
- Lindsey Connell als Secretary
- Allasen Miscion als Alexa, 4 jaar oud
- Mitchell Nye als Gregory, 4 jaar oud
- Vito Rezza als chauffeur
- Sarain Boylan als Tammy
- Roman Podhora als barman
- James Allodi als architect
- Alex Karzis als tuinarchitect
- Pedro Salvín als conciërge
- Johnie Chase als museummedewerker
- Trent McMullen als privédetective
- Marcia Bennett als psychiater
- Diego Klattenhoff als politieagent
- Rory O'Shea als Mark Dell
- Brendan Connor als Kevin Drysdale
- J.C. Kenny als Amanda Zahn

## Achtergrond
De film liet de volgende gebeurtenissen onbesproken:
- Danny Pelosi werd veroordeeld tot 25 jaar tot levenslang voor de moord. Volgens getuigen zou hij hebben beweerd 'ervan genoten te hebben' Ammon om te brengen.
- Sandra Williams, de zuster van Ted Ammon, wist met succes de voogdij van Kaye Mayne aan te vechten, en is nu voogd van de twee kinderen.
- Een deel van Ammons geld is ingebracht in een liefdadigheidsstichting.
- JPMorgan Chase, Ammons huisbankier, betwistte aanvankelijk als executeur-testamentair de benoeming van Generosa tot co-executeur, omdat zij belang zou hebben gehad bij Ammons dood. Uiteindelijk gaf de bank zijn verzet op.